# Falkirk Stadium
Falkirk Stadium è uno stadio avente sede a Falkirk, in Scozia.

## Storia
Venne costruito nel 2003 sulle ceneri del vecchio impianto datato 1885. Ospita le partite interne del Falkirk.